# Рудерс, Пол
Пол Рудерс (родился 27 марта 1949 года в Рингстеде ) — датский композитор.
Рудерс — органист по образованию и изучал оркестровку у Карла Оге Расмуссена. Первые композиции Рудера датируются серединой 1960-х годов.
Композиционные произведения Рудера включают оперы, оркестровые произведения, камерную музыку , вокальную музыку и сольные музыкальные произведения. Он сочиняет в самых разных стилях: от сатиры Вивальди в его первом скрипичном концерте (1981) до взрывного модернизма в «Манхэттенской абстракции» (1982).
18 августа 2016 года его именем был назван астероид (5888) Рудерс.

## Оперы
- Тихо (1986)
- Рассказ служанки (1990)
- Суд над Кафкой (2005)
- Сельма Ежкова (2007, по мотивам « Танцовщицы в темноте » Ларса фон Триера )
- Тринадцатый ребенок (2017); Опера в 2-х действиях, либретто Бекки и Дэвида Старобина; UA Санта-Фе Опера , Нью-Мексико

## Симфонии
- Симфония № 1 (1989)
- Симфония № 2 (1996)
- Симфония № 3, «Ловец снов» (2006)
- Симфония № 4 (Органная симфония) (2008–2009) — Совместная композиционная комиссия Симфонического оркестра Далласа, Симфонического оркестра Оденсе и Симфонического оркестра города Бирмингема . Премьера: Симфонический центр Мортона Х. Мейерсона , Даллас , Техас , 20 января 2011 года.
- Симфония № 5 (2012 г.) – премьера: Симфонический оркестр Национального датского радио, январь 2015 г., дирижер: Николай Цнайдер

## Концерты для соло и оркестра
- Фортепианный концерт (1994)
- Фортепианный концерт № 2 (2009)
- Концерт для скрипки № 1 (1981)
- Концерт для скрипки № 2 (1992)

## Другие работы
- Четыре струнных квартета
- Stabat Mater для мальчика-сопрано, расстроенного фортепиано, органа, ударных и смешанного хора (1975)

## Критика
Описывая Рудерса, английский критик Стивен Джонсон утверждает: «В одну минуту он может быть великолепным, взрывообразным экстравертом, а в следующую – замкнутым, преследуемым, пристально смотрящим вовнутрь. Чрезмерное приподнятое настроение чередуется с болезненным, почти экспрессионистским лиризмом; простота и прямота с горькая ирония»". 